# Kościół św. Antoniego w Zdzieszowicach
Kościół Świętego Antoniego – rzymskokatolicki kościół parafialny należący do dekanatu Leśnica diecezji opolskiej.

## Historia i architektura
Budowa jednonawowej świątyni z kamienia wapiennego została rozpoczęta dzięki staraniom księdza Fryderyka Czernika w 1935 roku i ukończona została w 1937 roku. Kościół został zaprojektowany przez berlińskiego inżyniera Feliksa Hinssena z Berlina. Wśród malowideł postaci świętych i wiernych na ścianie półokrągłego prezbiterium jest umieszczona podobizna hrabiny Johanny von Schaffgotsch, żony Johanna Antona, który wspierał finansowo budowę kościoła. Podczas bombardowania Zdzieszowic w 1944 roku budowla została poważnie uszkodzona. Po II wojnie światowej została odbudowana, a w latach sześćdziesiątych XX wieku jej wnętrze zostało odnowione.
Świątynia znajduje się w ewidencji zabytków gminy Zdzieszowice.